# Rajd Dakar 2001
Rajd Dakar 2001 (Rajd Paryż - Dakar 2001) – dwudziesta trzecia edycja terenowego Rajdu Dakar, który odbył się na trasie Paryż - Dakar. Łączna trasa liczyła 6600 mil i prowadziła przez Hiszpanię, Maroko, Mauretanię i Mali, wraz z zakończeniem w Dakarze. Rajd rozpoczął się w Nowy Rok (1 stycznia). Jean-Louis Schlesser wygrał przedostatni etap i mógł stanąć na najwyższym stopniu podium, lecz został ukarany dodatkową godziną za niesportowe zachowanie na trasie. W kategorii samochodów zwyciężyła po raz pierwszy kobieta - Niemka Jutta Kleinschmidt, zaś w kategorii motocyklów - Włoch Fabrizio Meoni.

## Trasa
| Etap | Data        | Start                 | Meta                  | Łącznie (km) |
| ---- | ----------- | --------------------- | --------------------- | ------------ |
| 1    | 1 stycznia  | Paryż                 | Narbona               | 916          |
| 2    | 2 stycznia  | Narbona               | Castellón de la Plana | 565          |
| 3    | 3 stycznia  | Castellón de la Plana | Almería               | 445          |
| 4    | 4 stycznia  | Nador                 | Er Rachidia           | 603          |
| 5    | 5 stycznia  | Er Rachidia           | Ouarzazate            | 572          |
| 6    | 6 stycznia  | Ouarzazate            | Goulimine             | 608          |
| 7    | 7 stycznia  | Goulimine             | As-Samara             | 489          |
| 8    | 8 stycznia  | As-Samara             | El Ghallaouiya        | 628          |
| 9    | 9 stycznia  | El Ghallaouiya        | El Ghallaouiya        | 518          |
| 10   | 10 stycznia | El Ghallaouiya        | Atar                  | 440          |
|      | 11 stycznia | Dzień przerwy         |                       |              |
| 11   | 12 stycznia | Atar                  | Nuakchot              | 508          |
| 12   | 13 stycznia | Nuakchot              | Tidjikja              | 508          |
| 13   | 14 stycznia | Tidjikja              | Tidjikja              | 535          |
| 14   | 15 stycznia | Tidjikja              | Tichit                | 243          |
| 15   | 16 stycznia | Tichit                | Néma                  | 409          |
| 16   | 17 stycznia | Néma                  | Bamako                | 776          |
| 17   | 18 stycznia | Bamako                | Bakel                 | 804          |
| 18   | 19 stycznia | Bakel                 | Tambacounda           | 292          |
| 19   | 20 stycznia | Tambacounda           | Dakar                 | 564          |
| 20   | 21 stycznia | Dakar                 | Dakar                 | 95           |

## Klasyfikacje finałowe

### Samochody
| Poz. | Kierowca / Pilot                    | Państwo             | Marka      |
| ---- | ----------------------------------- | ------------------- | ---------- |
| 1    | Jutta Kleinschmidt / Andreas Schulz | Niemcy              | Mitsubishi |
| 2    | Hiroshi Masuoka / Pascal Maimon     | Japonia / · Francja | Mitsubishi |
| 3    | Jean-Louis Schlesser / Henri Magne  | Francja             | Schlesser  |

### Motocykle
| Poz. | Kierowca         | Państwo   | Marka |
| ---- | ---------------- | --------- | ----- |
| 1    | Fabrizio Meoni   | Włochy    | KTM   |
| 2    | Jordi Arcarons   | Hiszpania | KTM   |
| 3    | Carlo de Gavardo | Chile     | KTM   |

### Ciężarówki
| Poz. | Kierowca           | Państwo | Marka |
| ---- | ------------------ | ------- | ----- |
| 1    | Karel Loprais      | Czechy  | Tatra |
| 2    | Yoshimasa Sugawara | Japonia | Hino  |
| 3    | Johann Peter Reif  | Austria | MAN   |